# 德米特里·丘瓦欣
德米特里·斯捷潘诺维奇·丘瓦欣（俄語：Дмитрий Степанович Чувахин，1903年—1997年），是苏联外交官，曾担任驻以色列大使、驻阿尔巴尼亚大使、驻加拿大大使、驻桑给巴尔苏丹国大使。